# Lepista (schimmel)
Lepista is een geslacht van schimmels behorend tot de familie Clitocybaceae.
Uit een genetisch onderzoek uit 2015 bleek dat de geslachten Collybia en Lepista nauw verwant waren aan Clitocybe. Alle drie de geslachten bleken echter polyfyletisch te zijn, waarbij verschillende leden zich in lijnen bevonden die verschillend waren van andere leden binnen hetzelfde geslacht. In plaats daarvan waren ze nauwer verwant aan leden van de andere twee geslachten. Alvarado en collega's kozen ervoor om de geslachten niet te definiëren, maar presenteerden verschillende opties en benadrukten de noodzaak van een bredere analyse.

## Kenmerken

### Uiterlijke kenemerken
De hoeden zijn gewelfd of trechtervormig, het oppervlak is glad. De kleur van de hoed varieert van paars, blauwachtig, grijs tot vleesbruin. De steel en hoed zijn erg vlezig. De individuele soorten hebben vaak een typische geur en de smaak wordt vaak geassocieerd met zoet. De kleur van het sporenprint is roze, romig geel, minder vaak witachtig.

### Microscopische kenmerken
De sporen zijn licht wratachtig, cyaanfilisch en inamyloïde. Het lamellaire vlak heeft geen cystiden. De hyfen septa hebben gespen.

## Soorten
Volgens Index Fungorum bevat het geslacht 66 soorten (peildatum januari 2024):
| Soortnaam                                      | Auteur(s)                                       | Publicatiejaar |
| ---------------------------------------------- | ----------------------------------------------- | -------------- |
| Lepista aeruginosa                             | (H.E. Bigelow) Harmaja                          | 1976           |
| Lepista amara                                  | (Alb. & Schwein.) Maire                         | 1930           |
| Lepista argentina                              | (Speg.) Singer                                  | 1951           |
| Lepista bajan-agtensis                         | Pilát                                           | 1973           |
| Lepista barbara                                | Maire                                           | 1926           |
| Lepista bonii                                  | Contu, Lavorato & Rotella                       | 2012           |
| Lepista caffrorum                              | (Kalchbr. & MacOwan) Singer                     | 1951           |
| Lepista calathus                               | (Fr.) Bon                                       | 1980           |
| Lepista collybiiformis                         | Singer                                          | 1989           |
| Lepista concentrica                            | (Raithelh.) Consiglio & Contu                   | 2003           |
| Lepista cyanophaea                             | (Fr.) Raithelh.                                 | 1992           |
| Lepista densifolia                             | (J. Favre) Singer & Clémençon                   | 1973           |
| Lepista diemii                                 | Singer                                          | 1954           |
| Lepista effugiens                              | Corner                                          | 1994           |
| Lepista endota                                 | Grgur.                                          | 1997           |
| Lepista fasciculata                            | Harmaja                                         | 1974           |
| Lepista fibrosissima                           | Singer                                          | 1954           |
| Lepista flavescens                             | Corner                                          | 1994           |
| Lepista geotropoides                           | Singer                                          | 1952           |
| Lepista glabella                               | (Speg.) Singer                                  | 1951           |
| Lepista glaucocana                             | (Bres.) Singer                                  | 1951           |
| Lepista graveolens                             | (Peck) Dermek                                   | 1978           |
| Lepista hyalodes                               | (Berk. & Broome) Pegler                         | 1986           |
| Lepista idahoensis                             | (H.E. Bigelow) Harmaja                          | 1976           |
| Lepista indica                                 | Sathe & J.T. Daniel                             | 1981           |
| Lepista irina (Geurige schijnridderzwam)       | (Fr.) H.E. Bigelow                              | 1959           |
| Lepista irinoides                              | Bohus                                           | 1979           |
| Lepista juniperi                               | Kalamees                                        | 1987           |
| Lepista kamatii                                | Sathe & Sasangan                                | 1978           |
| Lepista lactescens                             | (Pat.) Singer                                   | 1951           |
| Lepista liwaguensis                            | Corner                                          | 1994           |
| Lepista longispora                             | Pegler & R.W. Rayner                            | 1969           |
| Lepista luscina                                | (Fr.) Singer                                    | 1951           |
| Lepista masiae                                 | Ballero & Contu                                 | 1992           |
| Lepista metachroides                           | (Harmaja) Harmaja                               | 1976           |
| Lepista multiformis                            | (Romell) Gulden                                 | 1983           |
| Lepista mutabilis                              | Corner                                          | 1994           |
| Lepista nuda (Paarse schijnridderzwam)         | (Bull.) Cooke                                   | 1871           |
| Lepista nudoidea                               | Sathe & S.D. Deshp.                             | 1981           |
| Lepista ovispora (Bundelschijnridderzwam)      | (J.E. Lange) Gulden                             | 1983           |
| Lepista panaeolus (Vale schijnridderzwam)      | (Fr.) P. Karst.                                 | 1879           |
| Lepista paxilloides                            | (Esteve-Rav. & M. Villarreal) Consiglio & Contu | 2003           |
| Lepista personata (Paarssteelschijnridderzwam) | (Fr.) Cooke                                     | 1871           |
| Lepista polycephala                            | Harmaja                                         | 1976           |
| Lepista polygonarum                            | (Laursen, O.K. Mill. & H.E. Bigelow) Harmaja    | 2002           |
| Lepista pseudoectypa                           | (M. Lange) Gulden                               | 1983           |
| Lepista purpurascens                           | (Berk. & M.A. Curtis) Pegler                    | 1987           |
| Lepista regularis                              | (Peck) Harmaja                                  | 1976           |
| Lepista repanda                                | Raithelh.                                       | 1986           |
| Lepista rhodotoides                            | Singer                                          | 1983           |
| Lepista ricekii                                | Bon                                             | 1983           |
| Lepista rickenii (Gemarmerde schijnridderzwam) | Singer                                          | 1948           |
| Lepista sordida (Vaalpaarse schijnridderzwam)  | (Schumach.) Singer                              | 1951           |
| Lepista stipitipurpurascens                    | Corner                                          | 1994           |
| Lepista subaequalis                            | (Britzelm.) Singer                              | 1951           |
| Lepista subalpina                              | (H.E. Bigelow & A.H. Sm.) Harmaja               | 1974           |
| Lepista subconnexa                             | (Murrill) Harmaja                               | 1970           |
| Lepista subirina                               | (Contu) A. Riva                                 | 2000           |
| Lepista subisabellina                          | (Murrill) Kreisel                               | 1971           |
| Lepista sublilacina                            | (Cleland) Grgur.                                | 1997           |
| Lepista subnuda                                | Hongo                                           | 1960           |
| Lepista tarda                                  | (Peck) Murrill                                  | 1917           |
| Lepista tomentosa (Wollige schijnridderzwam)   | M.M. Moser                                      | 1991           |
| Lepista vernicosa                              | (Fr.) Bon                                       | 1996           |
| Lepista westii                                 | Murrill                                         | 1945           |
| Lepista yukatanensis                           | Guzmán & Bon                                    | 1984           |